# Trusthorpe
Trusthorpe är en ort i civil parish Mablethorpe and Sutton, i distriktet East Lindsey, i grevskapet Lincolnshire, i England. Trusthorpe var en civil parish fram till 1974 när blev den en del av Mablethorpe and Sutton. Civil parish hade 436 invånare år 1961. Byn nämndes i Domedagsboken (Domesday Book) år 1086, och kallades då Dreuistorp/Druistorp.